# فرمول‌بندی فضای فاز
در فرمول‌بندی فضای فاز در مکانیک کوانتومی متغیرهایمکان و تکانه جایگاه یکسانی در فضای فاز دارند. در مقابل، تصویر شرودینگر از نمایش مکان یا تکانه استفاده می‌کند (فضای مکان و تکانه را ببینید). دو ویژگی کلیدی فرمول بندی فضای فاز آن است که یک، حالت کوانتومی با یک توزیع شبه احتمالی (به جای تابع موج، بردار حالت یا ماتریس تراکم) توصیف می‌شود و دوم اینکه ضرب اپراتورها با یک ضرب ستاره‌ای جایگزین می‌شود.
این تئوری به‌طور کامل توسط Hilbrand Groenewold در سال ۱۹۴۶ در پایان‌نامه دکترای خود و به‌طور مستقل توسط جوسه انریکه مویال توسعه داده شد که هر دو این ایده‌ها بر اساس ایده‌های قبلی هرمان ویل و یوجین ویگنر بنا شده بود.
مزیت اصلی فرمولبندی فاز فضا این است که مکانیک کوانتوم را به همان اندازه مکانیک هامیلتونی ساده می‌کند و این کار را با پرهیز از فرمولیزم عملگری و متعاقباً خلاص شدن از کوانتیزیشن ملالت بار فضای هیلبرت انجام می‌دهد. این فرمول به‌طور طبیعی آماریست و یک رابطه منطقی بین مکانیک کوانتومی و مکانیک آماری کلاسیک ارائه می‌دهد، که امکان مقایسه بین این دو را فراهم می‌سازد (limit classical را ببینید). مکانیک کوانتومی در فضای فاز اغلب در برخی کاربردهای اپتیک کوانتومی (فضای فاز نوری را ببینید)، یا در مطالعه ناهمدوسی و طیف وسیعی از مسائل فنی و تخصصی مورد استفاده است، با این حال این فرمالیزم کمتر در موقعیت‌های عملی استفاده می‌شود.

## توزیع فضای فاز
توزیع فضای فاز یک حالت کوانتمی f(x, p) یک توزیع شبه احتمالی است. در فرمول بندی فضای فاز، توزیع فضای فاز ممکن است به صورت یک توصیف بنیادی و اولیه از سیستم کوانتومی در نظر گرفته شود بدون اینکه هیچ گونه اشاره ای به توابع موج یا ماتریس‌های چگالی شود.